# Tiromancino
Tiromancino, egy olasz poprock együttes, amit 1989-ben alapított meg Federico Zampaglione.

## Történetük
A zenekar 1989-ben alapult meg, de az első lemezük Tiromancino címmel 1992-ben jelent meg. Ezt követte az Insisto, Alone Alieno , és a Rosa spinto lemezük a 90-es években. 2000-ben megjelent La descrizione di un attimo lemezükről, a Due destini című daluk lett Ferzan Özpetek Tudatlan tündérek című filmjének egyik betétdala.2002-ben az Il continuo movimento című lemezükből, Per me é importante daluk lett a legismertebb, az albumon akusztikus és elektronikus dalok szerepelnek.
2004-ben az Illusioni parallele lemezük jelent meg, a lemez Imparare del vento dala, Luca Lucini L'uomo perfetto című filmjének betétdala lett.2005-ben kiadták greatest hits lemezüket, 2007-ben L'alba di domani és a legutóbbi , 2008-ban Il suono dei chilometri lemezük jelent meg. 2008-ban részt vettek a sanremói fesztiválon.

## Lemezek
- Tiromancino - 1992
- Insisto - 1994
- Alone Alieno - 1995
- Rosa spinto - 1997
- La descrizione di un attimo - 2000
- In continuo movimento - 2002
- Illusioni parallele - 2004
- 95-05 - 2005
- L'alba di domani - 2007
- Il suono dei chilometri - 2008
- L'essenziale - 2010

## Külső hivatkozás
- Hivatalos honlap